# Johann Frick (Ethnologe)
Johann Frick SVD (* 26. Dezember 1903 in Gisingen; † 5. April 2003 in Rheineck SG) war ein österreichischer römisch-katholischer Priester und Ethnologe.

## Leben
Nach dem Abitur 1924 in Salzburg schloss er sich im selben Jahr den Steyler Missionaren an und studierte Philosophie und Theologie an den Ordenshochschulen St. Augustin in Sankt Augustin bei Bonn und St. Gabriel in Mödling bei Wien, wo er am 14. Mai 1931 zum Priester geweiht wurde. Von 1946 bis 1952 war er Pfarrer in Heitsuitzu in der Apostolischen Präfektur Xining in der Provinz Tsinghai. Er promovierte 1955 im Fach Ethnologie an der Philosophischen Fakultät der Universität Wien. Er arbeitete im Anthropos Institut und in der Kommunität des Steyler Gymnasiums Marienburg.

## Schriften (Auswahl)
- mit Josefine Huppertz und Hermann Köster: China erlebt und erforscht. Partielle Beiträge zur kritischen Chinakunde. Buchendorf 1974, OCLC 1074889453.
- Joachim G. Piepke (Hg.): Mao schlief in meinem Bett. Erinnerungen eines Chinamissionars 1931–1952. Baden-Baden 2020, ISBN 3-89665-911-1.